# Trail of Tears
De Trail of Tears ("tocht der tranen") is de gedwongen herplaatsing van de Ahniyvwiya (Cherokee) naar het westen van de Verenigde Staten in 1838, wat resulteerde in de dood van naar schatting 4000 Cherokee. In de Cherokee-taal heet deze gebeurtenis Nunna daul Isunyi, "het pad waarop we huilden".
Het aantal mensen dat stierf op de Trail of Tears wordt uiteenlopend geschat. Volgens de officiële tellingen van de overheid waren er 424 doden; Een Amerikaanse dokter die met een groep meereisde schatte dat er in de kampen 2000 mensen gestorven waren, en op de Trail nog eens 2000. Zijn schatting van 4000 doden wordt nog steeds het vaakst aangehaald. Een demografische studie uit 1973 schatte het aantal doden op 2000, een andere studie uit 1984 concludeerde dat er 8000 mensen gestorven waren.
|  |

De Cherokee waren niet de enigen die gedwongen moesten verhuizen gedurende dit tijdperk. De term Trail of Tears wordt soms dan ook gebruikt om soortgelijke gebeurtenissen in de geschiedenis van de inheemse Amerikaanse volken te beschrijven, voornamelijk bij de vijf beschaafde stammen. Het zou zelfs mogelijk kunnen zijn dat de term Trail of Tears oorspronkelijk een verplaatsing van de Choctaw beschrijft. Een andere gedwongen herplaatsing in hetzelfde jaar 1838 staat bekend als de Trail of Death ("tocht des doods"). Dit betrof de Potawatomi van Indiana, die 1.060 kilometer westwaarts moesten afleggen naar een reservaat in Kansas.

## Geschiedenis
De Trail of Tears was het gevolg van het verdrag van New Echota, een overeenkomst die getekend werd in het kader van de Indian Removal Act van 1830, waarin indianengrond in het oosten werd geruild voor grond ten westen van de Mississippi. Dit verdrag werd echter nooit door het gekozen stamhoofd John Ross geaccepteerd, noch door de meerderheid van de Cherokee. Desalniettemin werd het verdrag opgedrongen door president Martin Van Buren, die federale troepen stuurde om de ongeveer 17.000 Cherokee in kampen bij elkaar te brengen alvorens ze te verplaatsen. De meeste doden vielen door ziekten die in deze kampen opgelopen waren. Na de verzameling in kampen speelde het leger slechts een kleine rol in de tocht zelf, en nam de Cherokee Nation de supervisie over de migratie op zich. Het verdrag van New Echota werd getekend door een klein aantal prominente Cherokee, majoor Ridge, Elias Boudinot en Stand Watie. Hun volgelingen verlieten gewillig Georgia op weg naar Oklahoma. Dit veroorzaakte de zogeheten blood feud (bloedvete) tussen de twee groepen, waarbij Elias Boudinot en majoor Ridge en zijn zoons het leven lieten. Dit gebeurde in Oklahoma, na de verplaatsing van John Ross en zijn groepen naar Oklahoma op de trail of tears. Dit verdeelde de Cherokee Nation in tweeën: De westelijke Cherokee geleid door majoor Ridge en de oostelijke Cherokee die stamhoofd John Ross bleven erkennen als stamhoofd van de Cherokee Nation.

### Goudkoorts en rechtszaken

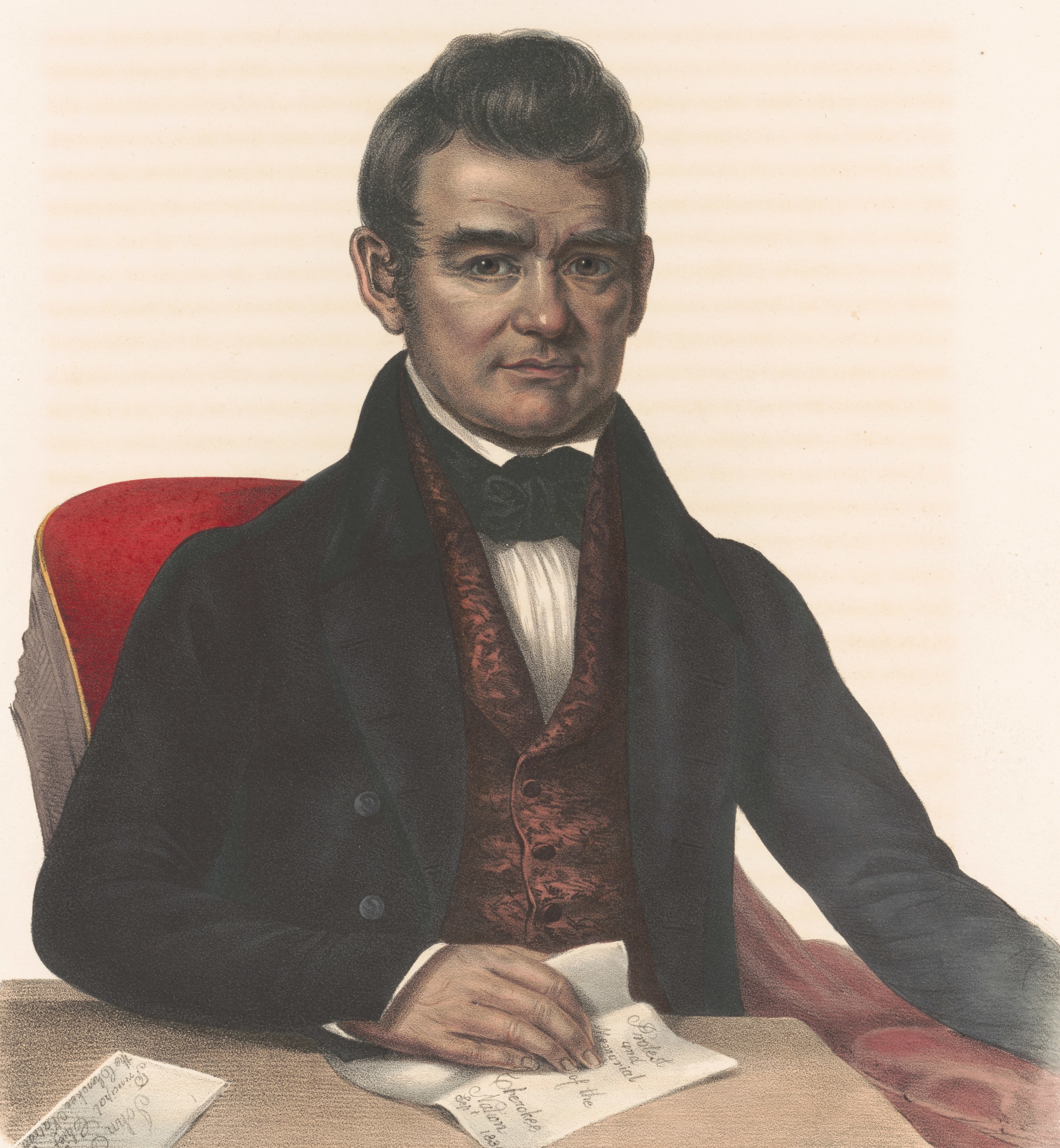
Stamhoofd John Ross

Deze spanningen tussen de staat Georgia en de Cherokee Nation kwam tot een crisis door de ontdekking van goud in de buurt van Dahlonega (Georgia) in 1829, wat resulteerde in de eerste goudkoorts van de Amerikaanse geschiedenis. Hoopvolle goudzoekers begonnen illegaal het land van de Cherokee te betreden, en er werd druk op de overheid uitgeoefend om de beloften uit een wet uit 1802 te vervullen.
Toen Georgia besloot dat haar wetten ook op stamgrond van de Cherokee golden, ging de zaak naar het Hooggerechtshof van de Verenigde Staten. In de zaak Cherokee nation vs Georgia besliste de rechtbank dat de Cherokee geen onafhankelijke en soevereine natie waren, en weigerde daarom de zaak in behandeling te nemen. In de zaak Worcester vs Georgia besliste het hof echter dat Georgia geen wetten kon opleggen op Cherokee grondgebied, aangezien alleen de federale overheid (en niet de staatsoverheid) autoriteit had in zaken aangaande indianen.
President Andrew Jackson is vaak geciteerd met zijn spottende opmerking John Marshall heeft deze beslissing genomen; Laat hem deze nu ook maar handhaven. Jackson heeft dit waarschijnlijk nooit gezegd, maar hij was wel sterk gedreven tot de verplaatsing van indianen. Jackson was niet van plan om de macht van de nationale overheid te gebruiken voor het beschermen van Cherokee in Georgia, aangezien hij al in een moeilijk parket zat met een probleem omtrent staatsrecht, dat later bekend zou worden als de nullificatiecrisis. Met de Indian Removal Act van 1830 had het congres van de VS Jackson de autoriteit gegeven om verwijderingsverdragen af te sluiten, en land in het oosten te ruilen voor land ten westen van de Mississippi. Jackson gebruikte de onenigheid met Georgia om de Cherokee onder druk te zetten om een verdrag voor herplaatsing te tekenen.

### Herplaatsingsverdrag en verzet

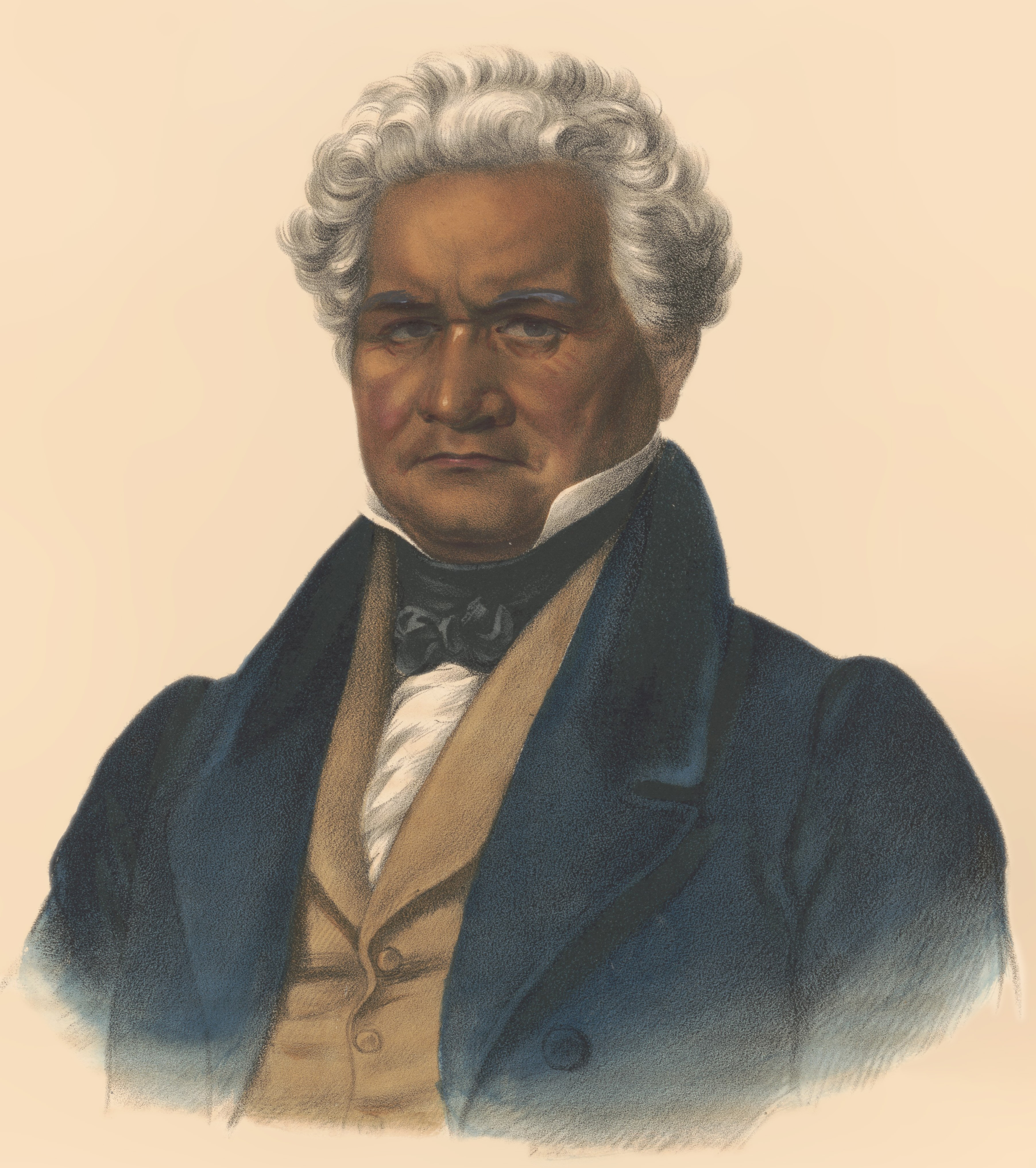
Majoor Ridge

Met de herverkiezing van Andrew Jackson in 1832 begonnen enkele van de felste Cherokee tegenstanders van de herplaatsing hun mening opnieuw te overdenken. Geleid door majoor Ridge, zijn zoon John Ridge en neven Elias Boudinot en Stand Watie, werden ze bekend als de Ridge party (de Ridgepartij) of de Treaty party (verdragspartij). De Ridgepartij geloofde dat het in het belang van de Cherokee was om gunstige voorwaarden te krijgen van regering van de VS, voordat staatsoverheden en geweld de zaken verslechterden. John Ridge begon aan het begin van de jaren 1820 ongeautoriseerde gesprekken met de regering Jackson te houden. Ondertussen begon de overheid van Georgia, in afwachting van de verwijdering van de Cherokee, loterijen te organiseren om de grond van de Cherokee onder blanke inwoners te verdelen.
Het gekozen stamhoofd John Ross en de meerderheid van de Cherokee bleef echter fel gekant tegen de herplaatsing. Een politiek steekspel begon: stamhoofd Ross zei de verkiezing van het stamhoofd in 1832 af, de stamraad nam een standpunt tegen de Ridges in, en een lid van de Ridge partij werd vermoord. De Ridges reageerden door hun eigen raad te vormen, waarmee ze slechts een fractie van de Cherokee vertegenwoordigden. Zowel de regering van Ross als de Ridgepartij stuurden onafhankelijke delegaties naar Washington.
In 1835 benoemde president Jackson dominee John F. Schermerhorn als gecommitteerde aangaande verdragen. De regering van de VS stelde voor de Cherokee 4,5 miljoen dollar te betalen om te verhuizen. Deze voorwaarden werden in oktober 1835 verworpen door de raad van de Cherokee Nation. Stamhoofd Ross reisde, in een poging de kloof tussen hem en de Ridge partij te dichten, samen met John Ridge naar Washington om de onderhandelingen te heropenen. Daar werden ze echter geweigerd en kregen te horen dat ze maar met Schemerhorn moesten onderhandelen.
Ondertussen organiseerde Schermerhorn een ontmoeting in New Echota met de raadsleden die voor de herplaatsing waren. Slechts 500 Cherokee (van de duizenden) kwamen naar deze ontmoeting, en op 30 december 1835 tekenden 21 voorstanders van de herplaatsing, waaronder Majoor Ridge en Elias Boudinot, het Verdrag van New Echota, of zetten er een X op. John Ridge en Stand Watie tekenden het verdrag toen het naar Washington gebracht werd. Stamhoofd John Ross weigerde, zoals verwacht. De ondertekeningen schonden een Cherokeewet opgezet door John Ridge, waarin het verboden werd om land van de Cherokee in een verdrag weg te geven of te ruilen. Hierop stond de doodstraf.
Geen enkele van de leden van de officiële stamraad van de Cherokee ondertekende het document. Dit verdrag gaf al het Cherokee grondgebied ten oosten van de Mississippi op. Ondanks heftige protesten van de stamraad van de Cherokee Nation en stamhoofd Ross, die beweerden dat het verdrag ongeldig was, werd het verdrag op 23 mei 1836 goedgekeurd door het congres, met een meerderheid van slechts 1 stem. Een aantal Cherokee (waaronder de Ridgepartij) vertrok naar het westen, en voegde zich bij hen die al verhuisd waren. Tegen het eind van 1836 waren al meer dan 6000 Cherokee verhuisd naar het westen. Meer dan 16.000 bleven echter waar ze waren, en de voorwaarden van het verdrag gaven hen twee jaar de tijd om te vertrekken.

### Gedwongen herplaatsing
De protesten tegen het verdrag van new Echota hielden aan. In de lente van 1838 presenteerde stamhoofd Ross een petitie met meer dan 15.000 handtekeningen van Cherokee, waarin aan het congres gevraagd werd om het verdrag ongeldig te verklaren. Vele blanke Amerikanen waren ook furieus vanwege de twijfelachtige geldigheid van dit verdrag, en riep de regering op om de indianen niet tot verhuizen te dwingen.
Op 23 april 1838 schreef Ralph Waldo Emerson bijvoorbeeld een brief aan Jacksons opvolger, president Martin van Buren, waarin hij erop aandrong dat deze de Cherokee Nation niet zo'n grote schande zou aandoen.
Niettemin wees Van Buren, toen de dag van 23 mei 1838 naderde, generaal Winfield Scott aan om leiding te geven aan de gedwongen herplaatsing. Hij kwam in New Echota aan op 16 mei 1838, samen met ongeveer 7000 soldaten onder zijn leiding. Soldaten begonnen op 26 mei de Cherokee te verzamelen in Georgia. Tien dagen later begon de operatie in Tennessee, North Carolina en Alabama. Ongeveer 17.000 Cherokee -samen met ongeveer 2000 zwarte slaven die in het bezit van rijke Cherokee waren- werden onder schot uit hun huis verwijderd en verzameld in kampen, vaak met alleen de kleren die ze aanhadden bij zich. Ze werden verplaatst naar het vertrekpunt op Ross's Landing in Chattanooga (Tennessee) en Gunter's Landing in Guntersville (Alabama) bij de rivier de Tennessee, en bij Cherokee Agency bij de rivier de Hiwassee (Calhoun, Tennessee). Van daaruit werden ze naar het indianenreservaat gestuurd. Meestal reisden ze te voet, en soms met paard en wagen of een boot, over een afstand van 1200 mijl, langs een van de drie routes.
De kampen werden geteisterd door dysenterie en andere ziekten, wat vele doden veroorzaakte. Nadat drie groepen vertrokken waren vroeg een groep Cherokee generaal Scott om uitstel totdat koeler weer de tocht minder gevaarlijk zou maken. Dit werd toegestaan, en ondertussen kreeg stamhoofd Ross, die eindelijk zijn verlies accepteerde, het voor elkaar dat de rest van de tocht onder supervisie van de Cherokee stamraad kwam. Hoewel er binnen de regering van de VS tegenstand was vanwege de extra kosten, bood Generaal Scott stamhoofd Ross een contract aan om de resterende 11.000 Cherokee te herplaatsen. De tochten onder leiding van de Cherokee Nation begonnen op 28 augustus 1838, en bestond uit gemiddeld 1000 mensen per groep. Hoewel deze regeling voor iedereen een verbetering was, eisten ziekten nog steeds vele mensenlevens.
Er wordt gezegd dat de mensen tijdens de tocht Amazing Grace zongen, om er kracht uit te putten en het moreel te verbeteren. Er werd een Cherokeetekst voor het lied geschreven, en het lied is een soort volkslied voor de Cherokee geworden.